# سن-سباستین (مونترژی)
سن-سباستین، مونترژی (به فرانسوی: Saint-Sébastien) شهری در منطقه شهری لو او-ریشولیو ناحیه مونترژی در استان کبک کانادا است. در سرشماری سال ۲۰۱۱ این شهر ۷۵۹ نفر جمعیت داشته‌است و مساحت آن ۶۲٫۶۵ کیلومتر مربع است.